# Mysłowice (stacja kolejowa)
Mysłowice – węzłowa stacja kolejowa w mysłowickiej dzielnicy Stare Miasto, w województwie śląskim, w Polsce; znajduje się pomiędzy ciągiem ulic Oświęcimskiej i Katowickiej a ciągiem ulic Powstańców, Szymanowskiego i Towarowej; usytuowana jest na linii kolejowej E 30.
Posterunek ruchu łączy ze sobą dwutorowe szlaki kolejowe z kierunków południowo-wschodniego, stacje: Oświęcim i Kraków Główny; północno-zachodniego, stacje: Katowice, Katowice Szopienice Północne oraz Katowice Muchowiec.

## Ruch pasażerski
| Rok  | Wymiana pasażerska na dobę |
| ---- | -------------------------- |
| 2017 | 150-199                    |
| 2022 | 500-699                    |

## Historia
Stacja posiada grupę torów pasażerskich oraz towarowych (w większości nieczynna). Stacja posiada także 3 czynne nastawnie (MWA, MWB oraz MW11), budynek dworca, trzy perony, dwie nieczynne parowozownie oraz nieczynną ekspedycję towarową. Budynek stacyjny jest zachowany w dobrym stanie, jednak został zamknięty wraz z kasą biletową dnia 29 marca 2012 roku. W 2016 roku z okazji Światowych Dni Młodzieży została przeprowadzona rewitalizacja obejmująca: odnowienie przejścia podziemnego, odnowienie krawędzi peronowych. Peron 1 nie jest nadal używany – dawniej były na nim podstawiane pociągi do Słupska oraz pociągi kolonijne. Poczekalnie peronowe zostały zamurowane, a podczas rewitalizacji wyburzono poczekalnię na peronie 3.
.
PKP zaliczają stację do kategorii C. Dobowa wymiana pasażerska w 2018 roku wynosiła 150 – 199 osób.

## Stan techniczny
Ze względu na pogarszający się stan techniczny torów stacyjnych, obiektów mostowych, urządzeń SRK, sieci trakcyjnej, a także występowanie szkód górniczych w rejonie stacji, w rejonie MWB i podg Szabelnia (ze względu na prowadzone do niedawna wydobycie węgla na KWK Mysłowice Wesoła Ruch Mysłowice) konieczne było wprowadzenie licznych ograniczeń prędkości.

## Galeria

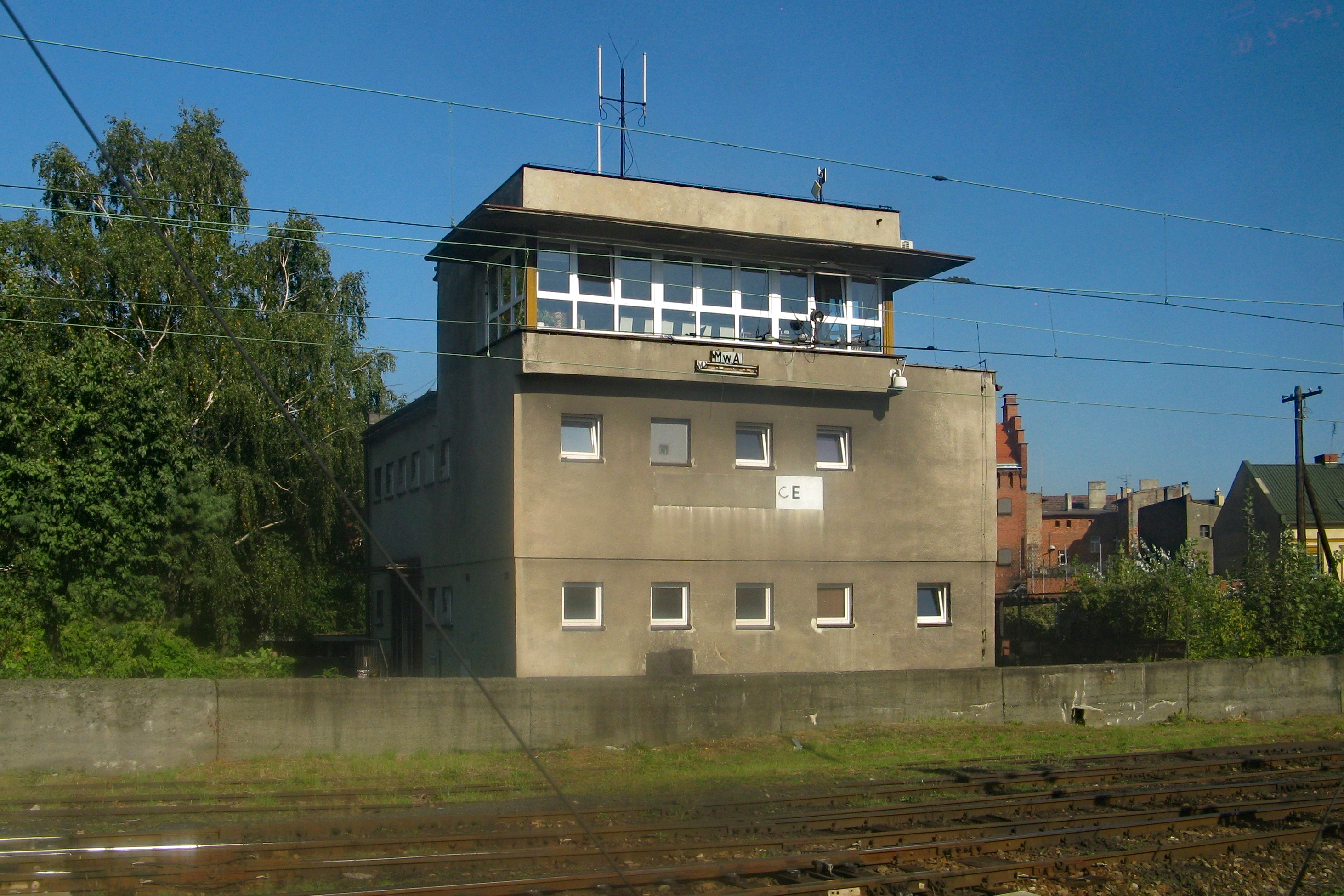
Nastawnia MwA (2018)
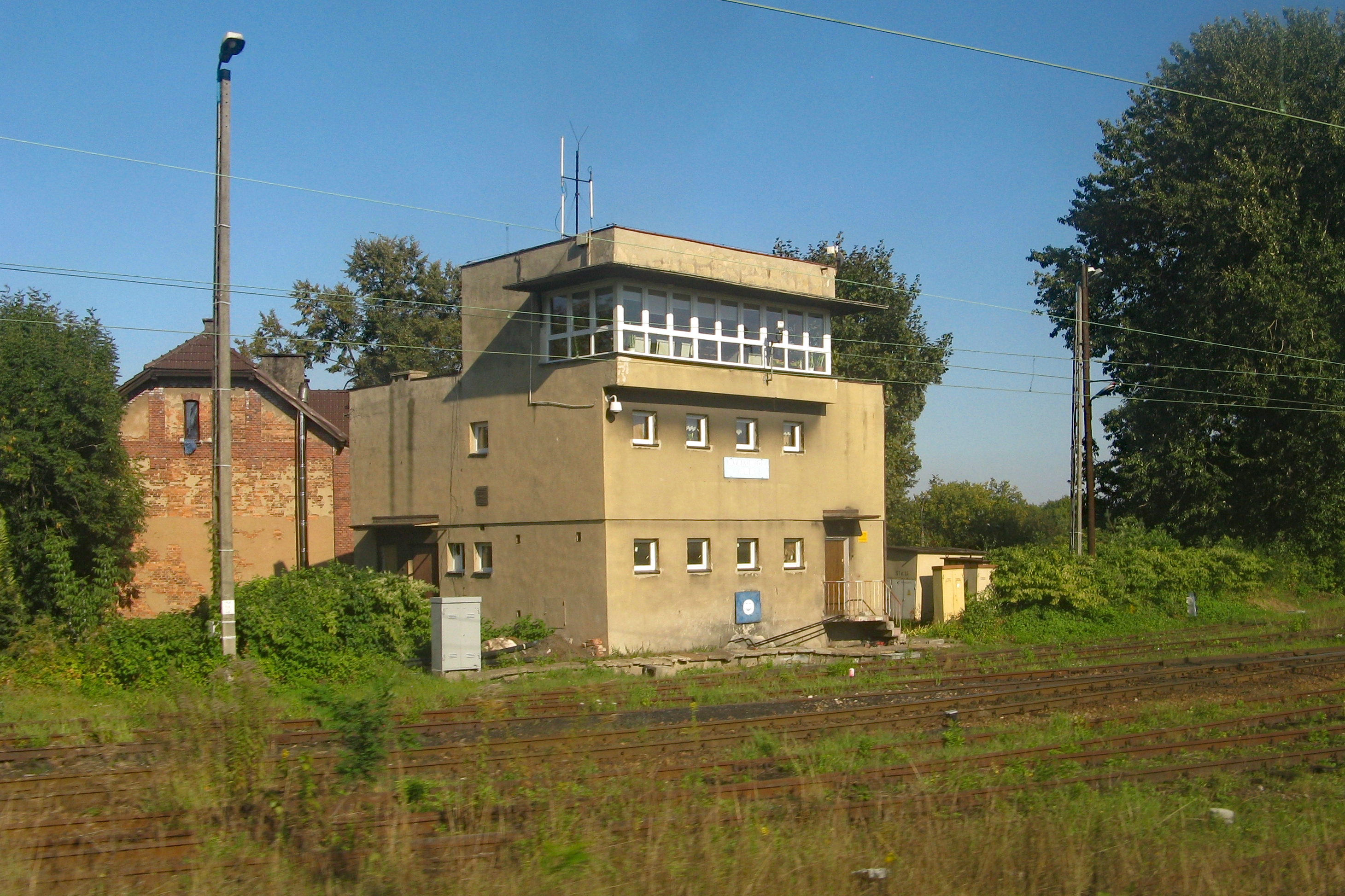
Nastawnia MwB (2018)
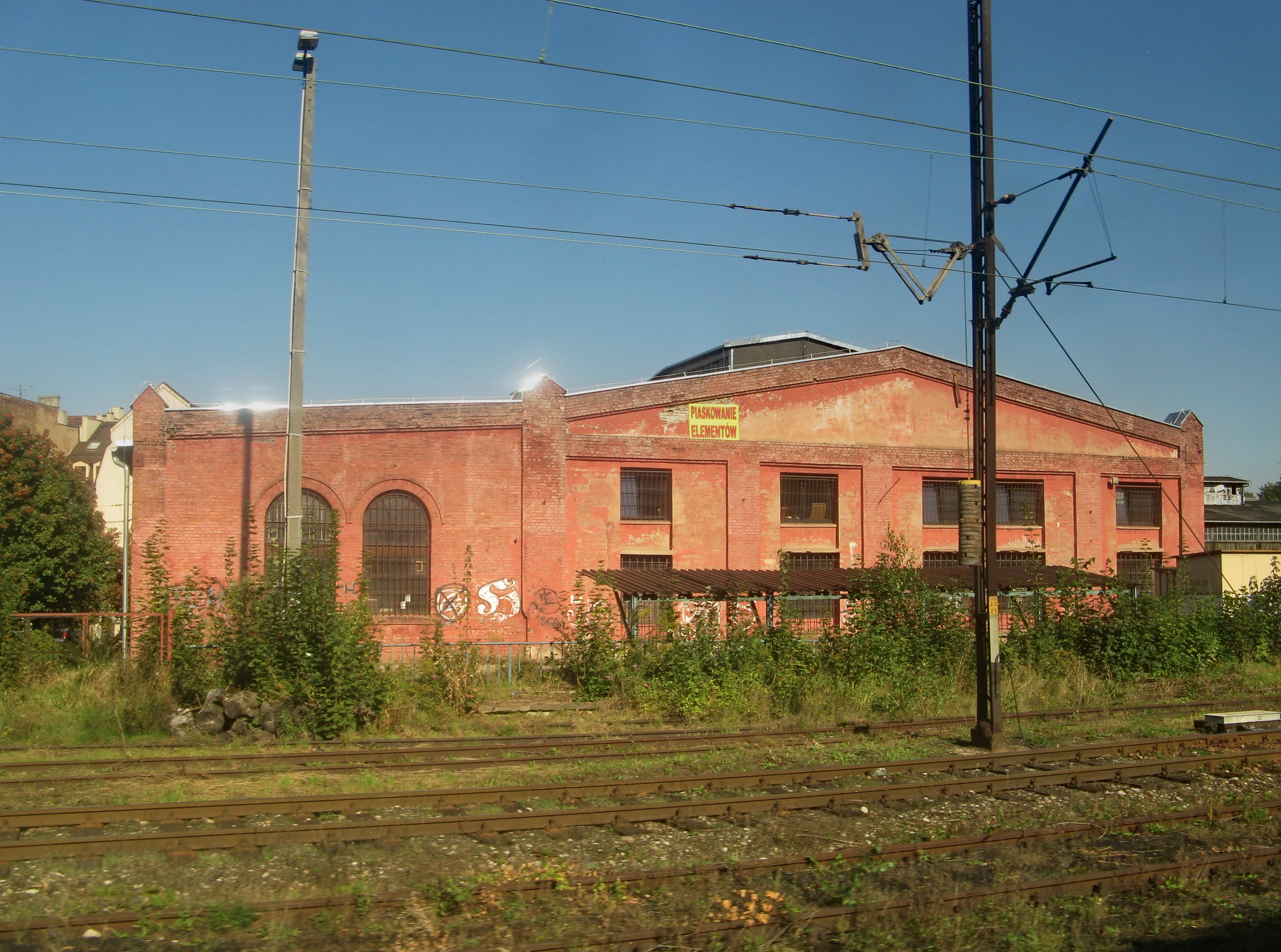
Lokomotywownia wachlarzowa (2018)
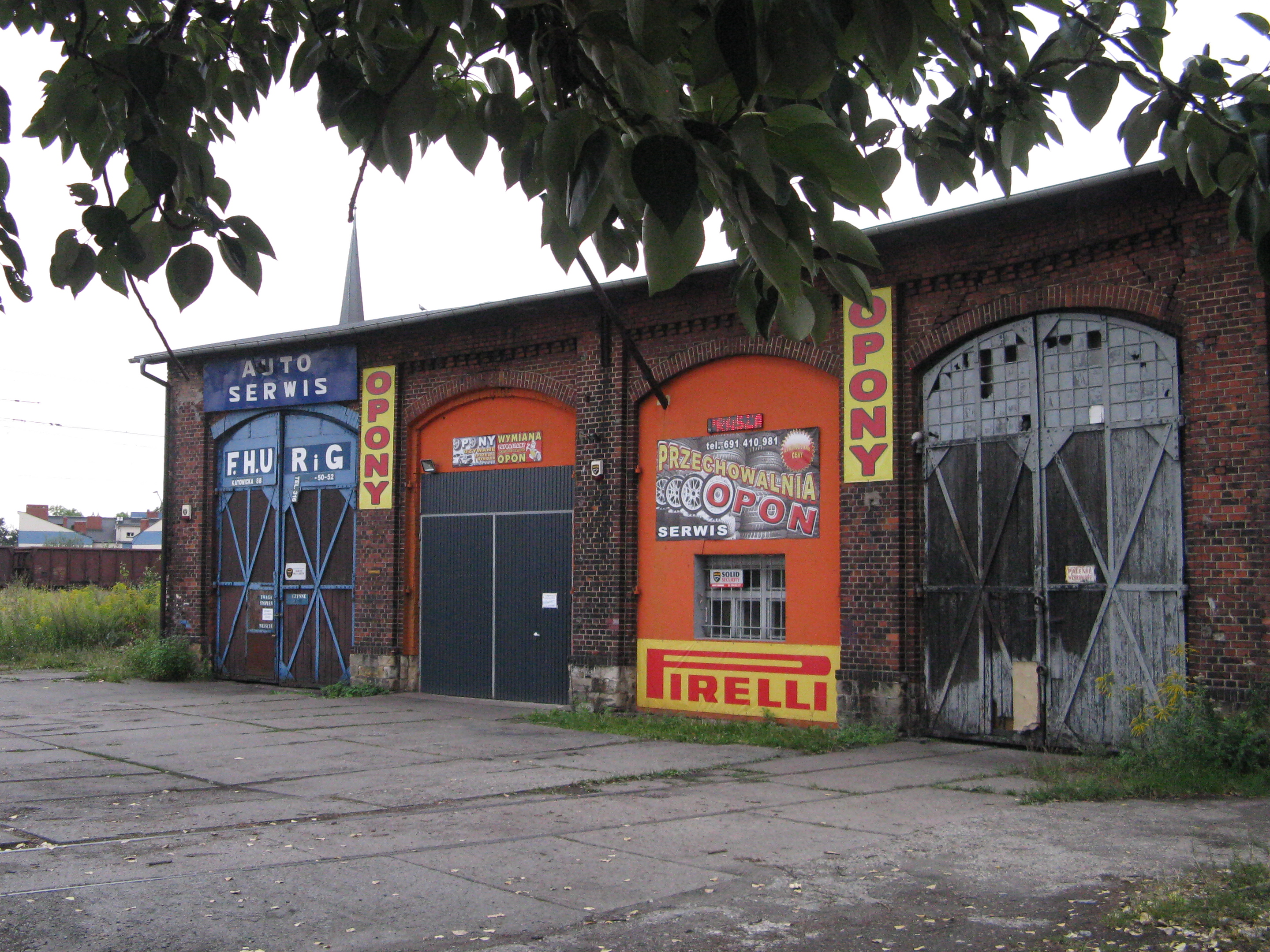
Lokomotywownia przy ul. Katowickiej (2018)
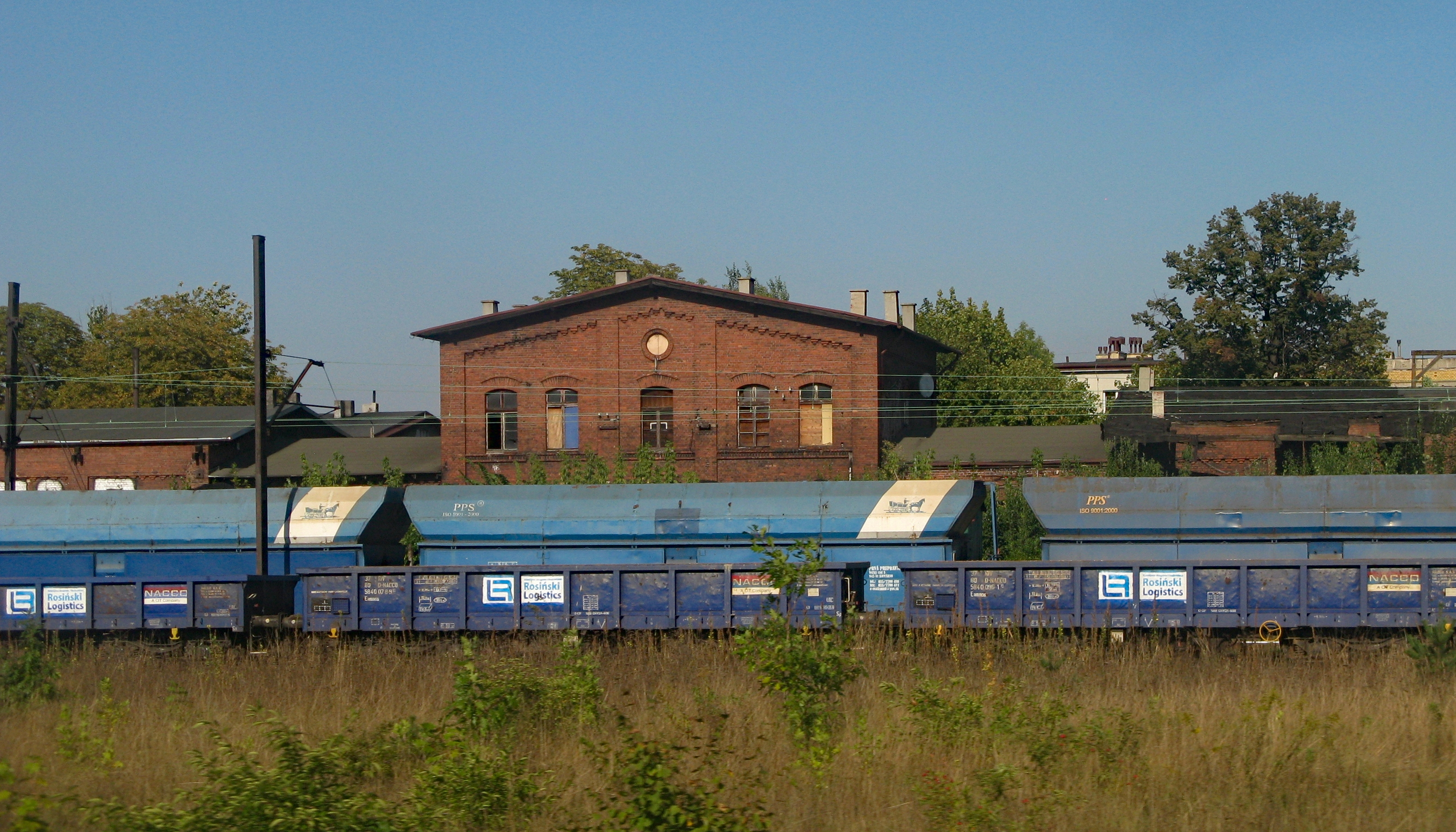
Magazyn towarowy (2018)
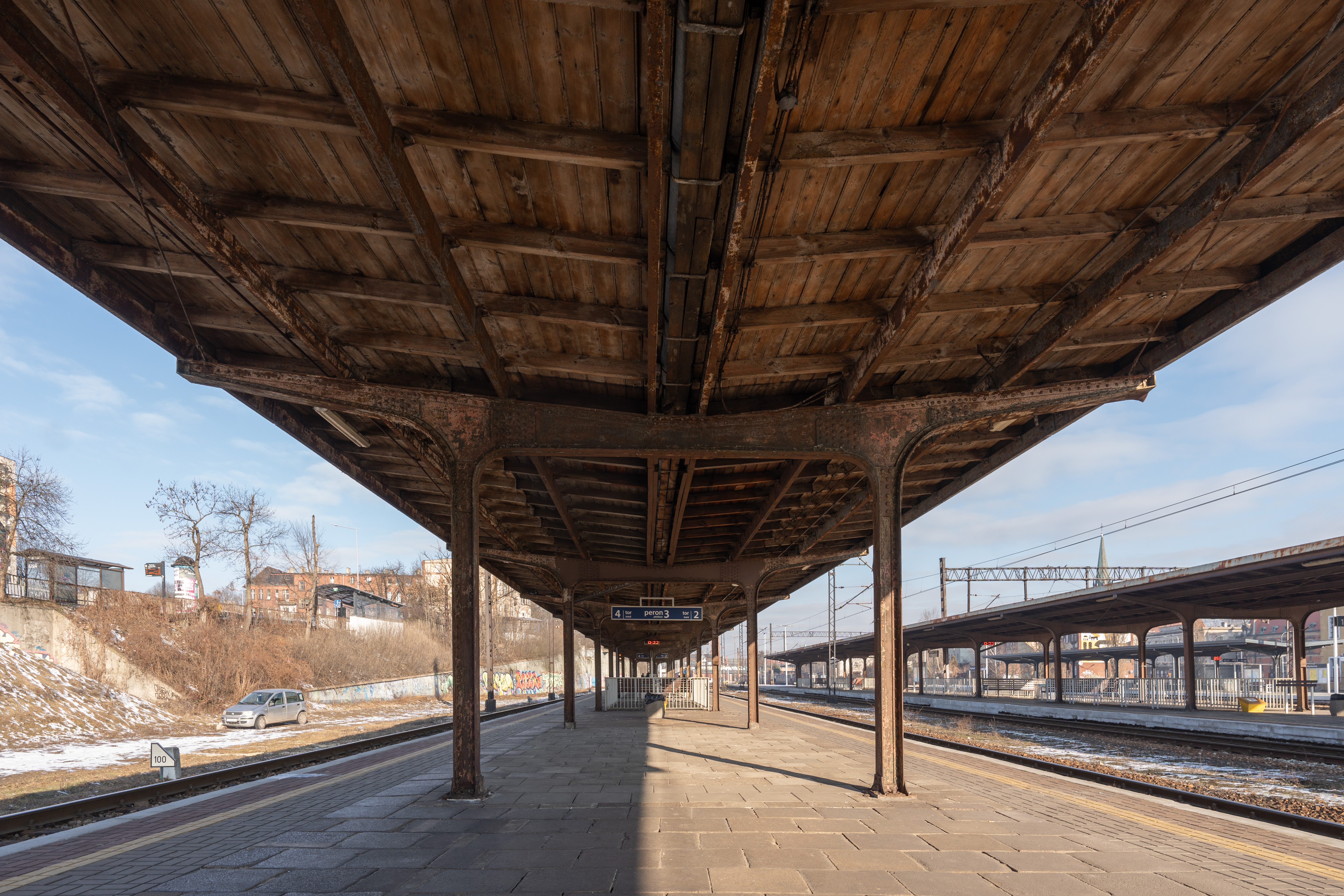
Peron 3 (2025)